# SB 17a,b,c,d
| SB 17a,b,c,d / KsOd I / BBÖ 103 / BBÖ 403 BBÖ 503 / BBÖ 603 / ČSD 253.1 / JDŽ 103 / DSA/MÁV 226 / FS 542 | SB 17a,b,c,d / KsOd I / BBÖ 103 / BBÖ 403 BBÖ 503 / BBÖ 603 / ČSD 253.1 / JDŽ 103 / DSA/MÁV 226 / FS 542 | SB 17a,b,c,d / KsOd I / BBÖ 103 / BBÖ 403 BBÖ 503 / BBÖ 603 / ČSD 253.1 / JDŽ 103 / DSA/MÁV 226 / FS 542 | SB 17a,b,c,d / KsOd I / BBÖ 103 / BBÖ 403 BBÖ 503 / BBÖ 603 / ČSD 253.1 / JDŽ 103 / DSA/MÁV 226 / FS 542 | SB 17a,b,c,d / KsOd I / BBÖ 103 / BBÖ 403 BBÖ 503 / BBÖ 603 / ČSD 253.1 / JDŽ 103 / DSA/MÁV 226 / FS 542 |
| --- | --- | --- | --- | --- |
| KsOd I Nr. 36                                                                                            | | | | |
| | SB 17a                                                                                                   | SB 17b BBÖ 103                                                                                           | SB 17c BBÖ 403 BBÖ 503                                                                                   | SB 17d BBÖ 603                                                                                           |
| Bauart:                                                                                                  | 2'Bn2 | 2'Bn2 | 2'Bn2 | 2'Bn2 |
| Zylinderdurchmesser:                                                                                     | 425 mm                                                                                                   | 425 mm                                                                                                   | 425 mm                                                                                                   | 460 mm                                                                                                   |
| Kolbenhub:                                                                                               | 600 mm                                                                                                   | 600 mm                                                                                                   | 600 mm                                                                                                   | 650 mm                                                                                                   |
| Treibraddurchmesser:                                                                                     | 1720 mm                                                                                                  | 1740 mm                                                                                                  | 1740 mm                                                                                                  | 1820 mm                                                                                                  |
| Laufraddurchmesser:                                                                                      | k. A. | k. A. | 970 mm                                                                                                   | k. A. |
| Fester Radstand:                                                                                         | 2200 mm                                                                                                  | 2200 mm                                                                                                  | 2200 mm                                                                                                  | 2200 mm                                                                                                  |
| Gesamtradstand:                                                                                          | k. A. | k. A. | 6230 mm                                                                                                  | k. A. |
| Gesamtradstand mit Tender:                                                                               | k. A. | k. A. | k. A. | k. A. |
| Kesselüberdruck:                                                                                         | 10,5 kg/cm²                                                                                              | 11,0 kg/cm²                                                                                              | 13,0 kg/cm²                                                                                              | 12,0 kg/cm²                                                                                              |
| Rostfläche:                                                                                              | 2,0 m²                                                                                                   | 2,0 m²                                                                                                   | 2,33 m²                                                                                                  | 2,6 m²                                                                                                   |
| Strahlungsheizfläche:                                                                                    | k. A. | k. A. | 8,57 m²                                                                                                  | k. A. |
| Anzahl der Heizrohre:                                                                                    | k. A. | k. A. | 191 | k. A. |
| Anzahl der Rauchrohre:                                                                                   | – | – | – | – |
| Verdampfungsheizfläche:                                                                                  | 115,5 m²                                                                                                 | 108,0 m²                                                                                                 | 131,5 m²                                                                                                 | 140,0 m²                                                                                                 |
| Überhitzerheizfläche:                                                                                    | – | – | – | – |
| Leermasse:                                                                                               | k. A. | k. A. | 42,62 t                                                                                                  | k. A. |
| Dienstmasse:                                                                                             | 43,2 t                                                                                                   | 43,2 t                                                                                                   | 47,72 t                                                                                                  | 47,7 t                                                                                                   |
| Reibungsmasse:                                                                                           | 25,3 t                                                                                                   | 26,5 t                                                                                                   | 28,0 t                                                                                                   | 28,0 t                                                                                                   |
| Länge über Puffer:                                                                                       | k. A. | k. A. | 9,176 m                                                                                                  | k. A. |
| Länge mit Tender:                                                                                        | k. A. | k. A. | k. A. | k. A. |
| Höhe: | k. A. | k. A. | 4,550 m                                                                                                  | k. A. |
| Leistung:                                                                                                | 500 PSi                                                                                                  | 500 PSi                                                                                                  | 610 PSi                                                                                                  | 680 PSi                                                                                                  |
| Höchstgeschwindigkeit:                                                                                   | 80 km/h                                                                                                  | 90 km/h                                                                                                  | 90 km/h                                                                                                  | k. A. |

Die Dampflokomotivreihen SB 17a, SB 17b, SB 17c und SB 17d waren Schnellzug-Schlepptenderlokomotivreihen der österreichischen Südbahngesellschaft.

## Die Reihe SB 17a
1881 hatte die Südbahn Bedarf an leistungsstarken Schnellzuglokomotiven. Die Lokomotivfabrik Floridsdorf lieferte daher 1882 eine zehn Stück umfassende Serie der als Serie 17a bezeichneten Maschinen. Sie erhielten die Betriebsnummern 302–311.
Im Unterschied zur Vorgängerin SB 16a befand sich die letzte Kuppelachse nicht mehr hinter, sondern unter der Feuerbüchse. Die Maschinen hatten wie auch die nachfolgenden Reihen 17b, 17c und 17d die typischen Baumerkmale ihrer Zeit wie Außenrahmen, Hallsche Kurbeln, Stephenson-Steuerung sowie Vakuumbremse.
Die 17a erreichten in der Ebene eine Höchstgeschwindigkeit 115 km/h, mit 150 t Zuggewicht die geforderten 80 km/h.
Sie wurden zunächst für Schnellzüge der Relation Wien–Triest eingesetzt. Als sie dort von den moderneren 17b, 17c und 17d ersetzt wurden, wurden sie nach Nagykanizsa versetzt, von wo sie die Schnellzüge Budapest–Pragerhof und Nagykanizsa–Ödenburg–Wien sowie zwischen Bozen und Lienz (Pustertalbahn) bespannten.
Nach 1924 kamen zwei Maschinen nach Ungarn, acht zu den Eisenbahnen des Königreichs der Serben, Kroaten und Slowenen (SHS).

### KsOd
Als die in Oberungarn gelegene Kaschau-Oderberger Bahn (KsOd) Bedarf an Schnellzuglokomotiven hatte, lieferte Floridsdorf zwischen 1884 und 1891 zehn Stück dieser bei der Südbahn mittlerweile bewährten Type.
Die KsOd wies ihnen die Reihenbezeichnung I und die Betriebsnummern 31–40 zu, sie waren die ersten wirklichen Schnellzuglokomotiven der Gesellschaft.
1924 wurden sie als 253.1 von den Tschechoslowakischen Staatsbahnen ČSD übernommen.

## Die Reihen SB 17b und 17c

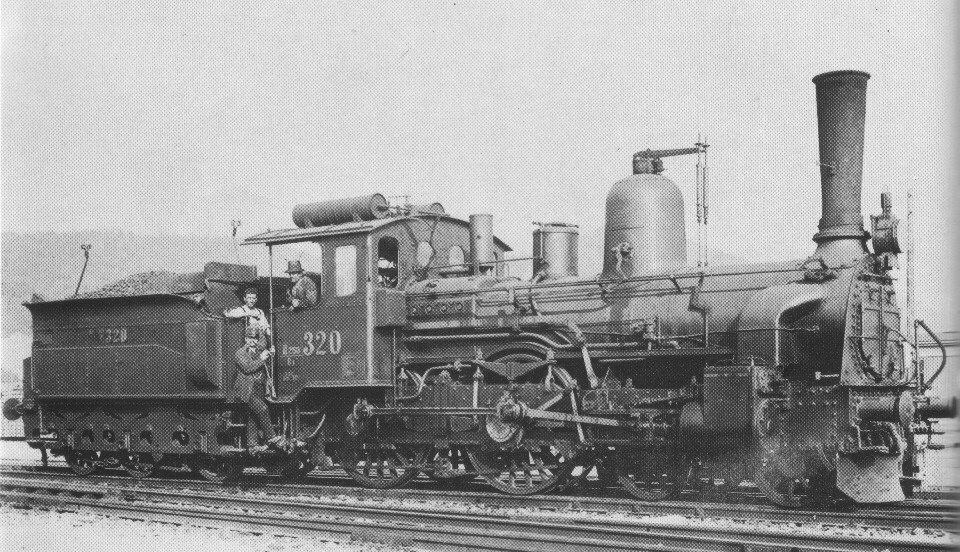
17b 320

Die Reihen 17b und 17c waren weiterentwickelte und stärkere Varianten der Reihe 17a.
Die Lokomotivfabrik Floridsdorf lieferte zunächst 1884 14 Stück der als Serie 17b bezeichneten Maschinen.
Sie erhielten die Betriebsnummern 312–325. 1890 folgten weitere fünf Stück (328–332). Die Betriebsnummern 326 und 327 waren weitere Varianten, die schon der Reihe 17c zugeordnet wurden. Ihnen folgten die Serien-Maschinen mit den Nummern 372–431. Von dieser Reihe wurden bis 1901 insgesamt 62 Stück gebaut. Sie waren mit dreiachsigen Schlepptendern der Tenderreihe 14 gekuppelt.

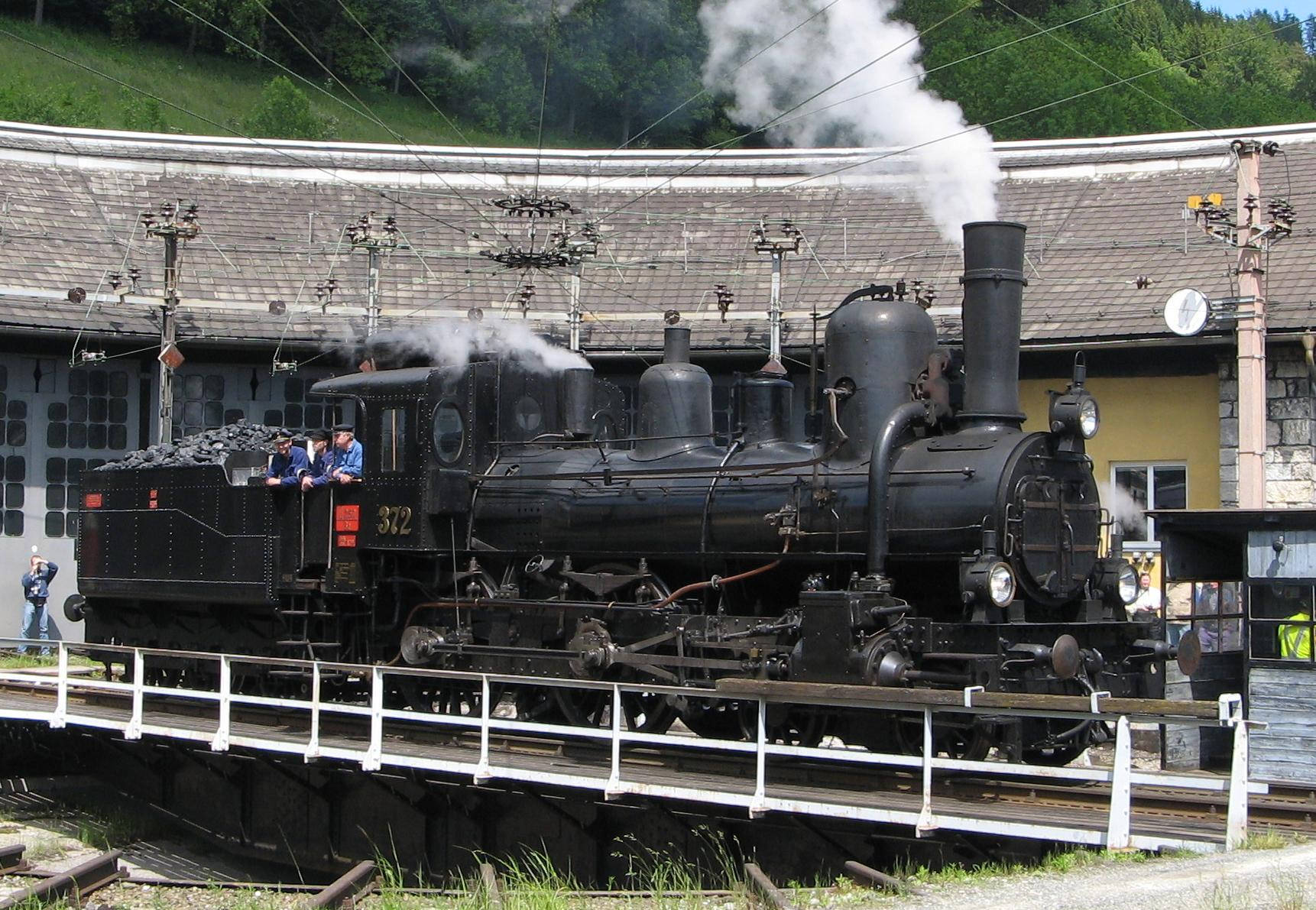
17c 372

Die 17c war lange Jahre die Standard-Reisezuglok der Südbahngesellschaft, galt jedoch in ihren letzten Baujahren bereits als antiquiert. Die Maschinen dieser Reihen waren in Wien, Marburg, Triest und Nagykanizsa stationiert.
Sie wurden außer von Floridsdorf auch noch von der Wiener Neustädter Lokomotivfabrik und in Budapest gebaut.
Nach 1924 kamen von der Reihe 17b sechs Stück als Reihe FS 542 nach Italien.
Die restlichen bildeten die BBÖ-Reihe 103.
Die beiden Prototypen der Reihe 17c wurden bei den BBÖ die Reihe 403.
Die restliche Reihe 17c wurde BBÖ 503.01–23, JDŽ-Reihe 103 und DSA/MÁV 226.001–021.
Einige der MÁV-Maschinen kamen nach 1945 zur JDŽ, eine kurzfristig zur ČSD.

### Verbleib
Acht der BBÖ-Loks wurden 1924–1927 an die Graz-Köflacher Eisenbahn (GKB) verkauft, wo sie ihre Südbahn-Nummern (372, 398–400, 403, 406, 409 und 415) behielten. Bei den GKB waren sie bis in die 1960er Jahre vor Personenzügen (sog. „schwarze Züge“) zwischen Graz und Köflach bzw. Wies-Eibiswald im Einsatz und erzielten dabei nochmals beachtliche Fahrleistungen. Aufgrund ihres Alters und der langen Einsatzdauer waren sie beliebte Fotoobjekte von Eisenbahnfreunden, alle drei erhaltenen Loks der Reihe sind ehemalige GKB-Maschinen. Als letzte ihrer Gattung wurde die heutige Museumslok 372 im Jahr 1968 abgestellt.
Die BBÖ schieden ihre Loks bereits in den 1930er Jahren aus, die MÁV hatten ein paar Maschinen noch bis 1950 im Einsatz.

### Erhaltene Lokomotiven

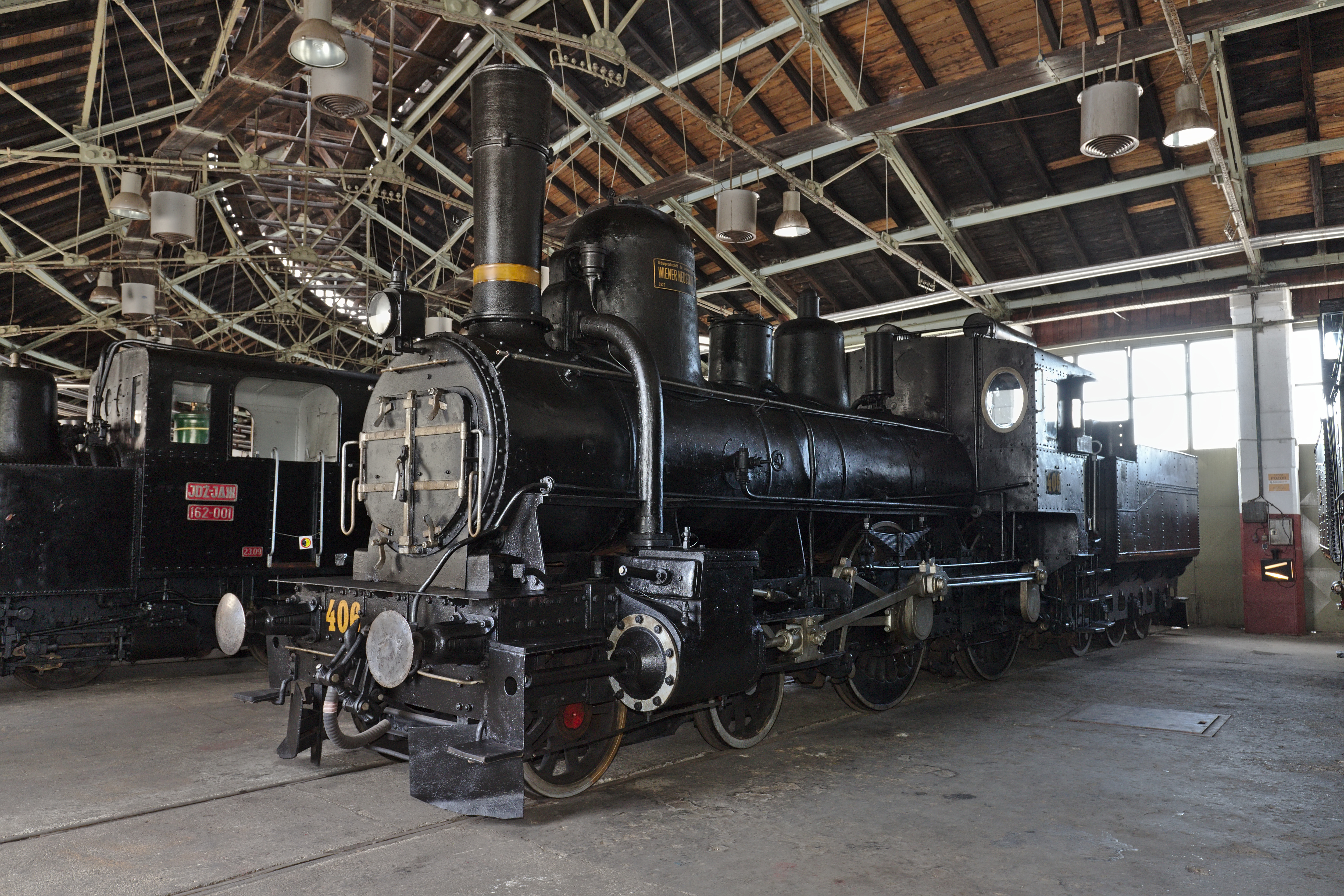
17c 406 in Ljubljana

| Nummer  | Baujahr | Erhaltungszustand | Eigentümer/Standort                             |
| ------- | ------- | ----------------- | ----------------------------------------------- |
| 17c 372 | 1891    | betriebsfähig     | Republik Österreich / Eisenbahnmuseum Strasshof |
| 17c 406 | 1896    | Schaustück        | Slowenisches Eisenbahnmuseum Ljubljana          |
| 17c 415 | 1897    | Schaustück        | Bahnpark Augsburg                               |

## Die Reihe SB 17d
Während die Maschinen der Reihen 17b und 17c geliefert wurden, baute die Lokomotivfabrik Floridsdorf vier wesentlich stärkere Exemplare, die als Reihe 17d bezeichnet wurden.
Sie wurden 1888 (ein Stück) und 1890 (drei Stück) an die Südbahn übergeben, die ihnen die Nummern 351–354 zuwies.
Alle vier Loks waren in Wien stationiert, wurden nach 1924 BBÖ 603.01–04 und standen bis 1930 in Verwendung.